# Communauté de communes Plancoët-Plélan
La Communauté de communes Plancoët-Plélan est une ancienne communauté de communes française, située dans le département des Côtes-d'Armor, en région Bretagne.

## Historique
Le 1er janvier 2013, la Communauté de communes de Plancoët Val d'Arguenon et la Communauté de communes du Pays de Plélan fusionnent pour donner naissance à la Communauté de communes Plancoët-Plélan.
Le 31 décembre 2016, elle est dissoute et ses communes membres rejoignent la nouvelle communauté d'agglomération Dinan Agglomération.

## Composition
L'intercommunalité était composée de dix-huit communes:
| Nom                    | Code Insee | Gentilé                     | Superficie (km2) | Population (dernière pop. légale) | Densité (hab./km2) |
| ---------------------- | ---------- | --------------------------- | ---------------- | --------------------------------- | ------------------ |
| Plancoët (siège)       | 22172      | Plancoëtins                 | 11,49            | 3 049 (2014)                      | 265                |
| Bourseul               | 22014      | Bourseulais                 | 22,23            | 1 120 (2014)                      | 50                 |
| Corseul                | 22048      | Curiosolites ou Corsiolites | 41,74            | 2 133 (2014)                      | 51                 |
| Créhen                 | 22049      | Créhennais                  | 18,21            | 1 687 (2014)                      | 93                 |
| Landébia               | 22096      | Landébianais                | 3,55             | 490 (2014)                        | 138                |
| La Landec              | 22097      | Landécois                   | 7,59             | 762 (2014)                        | 100                |
| Languédias             | 22104      | Languédiaçais               | 8,61             | 472 (2014)                        | 55                 |
| Languenan              | 22105      | Languenanais                | 15,95            | 1 173 (2014)                      | 74                 |
| Plélan-le-Petit        | 22180      | Plélanais                   | 21,23            | 1 868 (2014)                      | 88                 |
| Pléven                 | 22200      | Plévennais                  | 9,73             | 576 (2014)                        | 59                 |
| Plorec-sur-Arguenon    | 22205      | Plorecois                   | 13,65            | 405 (2014)                        | 30                 |
| Pluduno                | 22237      | Pludunonéens                | 28,32            | 2 153 (2014)                      | 76                 |
| Saint-Jacut-de-la-Mer  | 22302      | Jaguens                     | 2,92             | 880 (2014)                        | 301                |
| Saint-Lormel           | 22311      | Lormelois                   | 9,77             | 880 (2014)                        | 90                 |
| Saint-Maudez           | 22315      | Maudéziens                  | 5,09             | 315 (2014)                        | 62                 |
| Saint-Méloir-des-Bois  | 22317      | Méloriens                   | 6,13             | 260 (2014)                        | 42                 |
| Saint-Michel-de-Plélan | 22318      | Michelais                   | 7,24             | 334 (2014)                        | 46                 |
| Trébédan               | 22342      | Trébédannais                | 10,97            | 422 (2014)                        | 38                 |